# 1937年福克斯金库火灾
1937年7月9日，美国新泽西州小費里 的二十世紀福斯电影存储设施发生重大火灾。火灾导致一死两伤，同时摧毁保险库中所有存档电影，导致福克斯电影公司失去了1932年之前制作的大部分无声电影，及教育图片公司到白俄罗斯电影公司的底片（福克斯当时隶属于其）和其他几家工作室的电影。
火灾引起人们对腐烂硝基胶片自燃的关注，并改变了电影保存工作的重点，包括更加注重消防安全。在这之后硝基胶片的生产和使用逐渐被淘汰，使用更安全的化学药品替代。

## 背景
早期的电影业主要使用硝化纤维素薄膜原料，通常称为硝基胶片。这种胶片易燃且燃烧迅速。並難以熄灭，因为它们即使在水下也能燃烧。硝酸纤维素也会受到热分解和水解的影响，在高温和潮湿的环境中会随着时间的推移而分解。这种腐烂的胶片库存释放氮氧化物，氮氧化物本身会导致腐烂，并使损坏的薄膜更容易燃烧。
在适当的条件下，硝基胶片甚至可以自燃。部分由于早期胶片制造的巨大差异，自燃所需的环境存在相当大的不确定性。大量硝基胶片、湿度增加、通风不良以及老化或腐烂的胶片都被认为是危险因素。电影档案中的大多数此类火灾都发生在夏季的热浪中，在通风有限的封闭设施中，使其中一些变量更加复杂。特别是在密闭区域，这种火灾可能导致爆炸。

## 过程
1937年7月，新泽西州北部经历了一场热浪，白天气温为100°F（38°C），夜晚温暖。持续的热量导致硝基胶片拱顶中的硝酸盐逐渐分解，建筑物不足的通风使气体积聚。在7月9日凌晨2点后不久，西北角的金库发生了自燃。卡车司机罗伯特·戴维森（Robert Davison）观察到该建筑的一个窗户通风口有火焰，并在五分钟内报告火灾。
戴维森随后试图唤醒周围的居民，其中许多人已经通过噪音和高温察觉了这种情况。当额外的拱顶内容物被点燃时，火焰从窗户水平射出100英尺（约30米）的地面，从建筑物的屋顶通风口向空气中射出相近的距离。当大火蔓延到建筑物南部和东部的拱顶时发生了严重的爆炸，损坏了砖墙并將窗户射出。格里夫斯和她的两个儿子约翰和查尔斯在试图逃离时被困在火焰中。三人都被严重烧伤。最终13岁的查尔斯因伤势过重于7月19日去世。其他家庭安全逃脱，大火蔓延到邻近的五棟住宅，并烧毁了两辆车。
小渡轮消防员于凌晨2点26分抵达，其次是来自霍桑，里奇菲尔德公园，里弗埃奇和南哈肯萨克的消防员。數名男子使用14根软管流将大火在清晨5:30之前扑灭。超过40,000卷底片和印刷品在胶片罐内烧成灰烬。该建筑也遭到严重损坏。爆炸的拱顶摧毁了外墙和内部隔断的部分，并使结构的混凝土屋顶变形。财产损失总计约为150,000-200,000美元。共计57辆卡车将烧焦的胶片从现场运出，以从中提取银。每个罐内含有约五美分的白银；而打捞出的金属返还了约2,000美元。

## 遗产
虽然当时的20世纪福克斯官员称“只有旧电影”被摧毁，當今公論认为此次大火導致了美国电影遗产極其重大的损失。
到20世纪50年代，美国基本已不再使用硝基胶片。